# Herb gminy Ryńsk
Herb gminy Ryńsk – symbol gminy Ryńsk, ustanowiony 14 marca 1991.

## Wygląd i symbolika
Herb przedstawia na tarczy dzielonej w pas w polu górnym czerwonym czarne skrzydło orła przebite złotym pastorałem (nawiązanie do herbu Wąbrzeźna), a w polu dolnym zielonym srebrną jaszczurkę (symbol Związku Jaszczurczego i Mikołaja z Ryńska).